# Lluís Figueroa i Maria
Lluís Figueroa i Maria fou un polític català del segle xix, diputat a les Corts Espanyoles durant la restauració borbònica.
D'ideologia catalanista i republicana, fou elegit diputat pel Partit Republicà Català pel districte del Vendrell a les eleccions generals espanyoles de 1919 i 1920.